# Flood (Halo)
Los Flood, designado por los Forerunners como Inferi Redivivus (Latín: Resucitado de los infiernos) son personajes de ficción de la saga de videojuegos de Halo. Aparecen por primera vez en Halo: Combat Evolved, como un enemigo secundario luego del Covenant, también aparecen en Halo 2, Halo 3, Halo Wars y Halo Wars 2. Los Flood son parásitos que pueden infectar a cualquier forma de vida inteligente que encuentren (excepto a los Hunters/Mgalekgolo porque no tienen sistema nervioso central y por su increíble fuerza para defenderse en contra de ellos), y representaron tal amenaza para la avanzada raza Forerunner 100 000 años atrás, que éstos se sacrificaron al activar los Halos, y con ello toda forma de vida consciente de la galaxia desapareció para matar de hambre al parásito.
El diseño y la ficción de los Flood fue encabezado por el artista Robert Spreen, que utilizó los conceptos utilizados en el videojuego de Bungie Studios Marathon 2: Durandal del año 1995.
La aparición del Flood dio un giro total a la trama de Halo: Combat Evolved, algo que fue señalado de forma positiva por los encuestados al momento del lanzamiento del juego. Publicaciones de revistas como PC World, consideran a esta raza uno de los más grandes villanos de todos los tiempos.

## Desarrollo del juego
El Flood se añadió a principios del desarrollo de Halo: Combat Evolved, antes del juego había presentado su salto desde la plataforma pc para la Xbox.
Conforme el juego y la saga van avanzando, se pueden observar cambios en los rasgos físicos y su comportamiento de los mismos. Pasan de un comportamiento competitivo, de individualidad y desorganización (como de observa en Halo: Combat Evolved) a ser estratégicos y cooperativos (como se observa en Halo 2 y Halo 3)

## Historia
Los Flood son una forma de vida parasitaria extremadamente peligrosa, miden aproximadamente de 1,30 a 10 cm. Fueron vistos por primera vez por un grupo de exploración Forerunner en el planeta Seaward o G617 g1. Son una supercélula viral altamente contagiosa, causante de la Guerra Forerunner-Flood, que duró 100 000 años. Fueron la razón de la construcción de los Anillos Halo como un último esfuerzo de eliminar al Flood por completo de la galaxia.
Cuando los Flood lograron tener la biomasa suficiente para crear un Gravemind. Para eliminarlo los Forerunner crearon una inteligencia artificial llamada 05-032 Mendicant Bias, para que estudiara a Gravemind y conocer su punto débil.
Más tarde, los Forerunner construyeron los Halos, mundos espaciales con forma de anillo que a su vez funcionan como armas de destrucción masiva que matan a escala galáctica por medio de un pulso energético de neutrones, así toda la vida consciente y dotada de suficiente biomasa para alimentar al Flood, muere. Construyeron 12, 5 de ellas destruidas por Medicant Bias y el Arca, cada uno con una IA llamada monitor. Cada Halo cuenta con un ecosistema diferente y propio. Aquí los Forerunner contuvieron a los Flood, los almacenaron y los estudiaron. Todos los Halo contenían plantas de Almacenamiento Flood para su estudio y detención. 
Aunque los intentos por destruir a Gravemind por parte de los Forerunner fueron inútiles, pues Mendicant Bias los había traicionado ayudando al Flood, los Forerunner construyeron un portal al Arca en el planeta Erde Tyrene, que actualmente es la Tierra, El Arca se ubicaba en un brazo externo de la galaxia lo suficientemente alejado para proteger a millones de especies de toda la galaxia para que en el caso de ser activados los anillos, se pueda repoblar la galaxia, entre esas especies estaban los humanos.  Aquí mismo, si un Halo es destruido, comienza su reconstrucción automática. Al agotar todas las posibilidades estratégicas, los Forerunners dispararon los Halos, acabando con el primer brote destruyendo toda la vida consciente en la galaxia y, poco a poco, mataron al Flood virtualmente de hambre. Los Flood que sobrevivieron eran los que estaban almacenados en las plantas de contención en los Halo, así como algunas especies con potencial de inteligencia que los Forerunners salvaron como parte de sus medidas de conservación en el Arca.

### Orígenes
El Flood fue originalmente creado por una especie inteligente llamados "los Precursores" o "Predecesores" como una nueva especie con objetivo de venganza contra los Forerunners por dejarlos casi extintos al enviar un ataque sorpresa, el segundo objetivo de esta especie también era unificar a los humanos y forerunners a su origen común, después de soltar al Flood los Precursores desaparecieron dirigiéndose a otras galaxias, después de irse los precursores fue inicialmente descubierto por la Civilización Prehistórica Humana (Los Ancestros), los cuales al darse cuenta de la amenaza que representaba entraron en guerra con él. Después de algún tiempo y a pesar de bajas catastróficas, la Humanidad descubrió un antídoto contra el Flood, logrando acabar con la infección aunque a un precio alto.
El Flood fue descubierto por los Forerunners cuando estos exploraban el planeta llamado Seaward o G617 g1, dando inicio a 300 años de Guerra entre ambas facciones, al principio el Flood carecía de alguna estrategia, sin embargo contaba con superioridad numérica con billones de formas Flood dedicadas al asalto y siendo cada miembro de la población Forerunner un huésped potencial. En su desesperación la armada Forerunner inicio a bombardear los planetas infestados, pero a un gran costo. Muchos Forerunners no pudieron ser evacuados antes de que comenzara el bombardeo.
Cuando los Forerunners se dieron cuenta de que las tácticas normales no eran suficientes contra los Flood crearon los Halos, un grupo de super armas de último recurso capaces de destruir a toda la vida pensante en la galaxia, acabando así con el Flood. Finalmente deciden activarlas cuando el Flood ataca la línea de defensas Forerunner. También construyeron los Mundos Escudo, planetas artificiales en los cuales se podían proteger seres vivos de los efectos de los Halos. Finalmente, los Forerunners decidieron activar los anillos. En un último intento, el Gravemind y Medicant Bias atacaron, pero fueron detenidos por otra inteligencia Forerunner, Offensive Bias. Los anillos fueron activados desde el Arca. Los Forerunners se encargaron de que la vida continuara, preservando embriones y especímenes vivos.
Los Flood finalmente fueron erradicados después de la activación de los anillos. Solo algunos especímenes sobrevivientes fueron contenidos en instalaciones de investigación de alta seguridad, así si el Flood resurgía sería un enemigo estudiado y más fácil de enfrentar.

### Halo: Combat Evolved
Un grupo Covenant, en Halo, la Instalación 04 o Alpha Halo como la llaman los humanos, llega a una planta Forerunner subterránea, donde almacenan armas. Sin saber que esa edificación contenía Flood. Inconscientemente los Covenant liberan a los Flood y comienzan una guerra, para intentar meterlos a sus celdas de nuevo pero sin éxito, el parásito ya había crecido demasiado y los líderes del grupo habían sido consumidos. Los Covenant restantes intentan escapar, pero sin líderes están desorganizados. Para la llegada de los humanos, el parásito ya era inmenso y también estos son vistos como comida para los Flood. Así, parece que se intentó crear un nuevo Gravemind.
En el anillo Halo, tras la mision "Ataque a la Sala de Control" el Jefe Maestro conoce a 343 Guilty Spark, en la mision 343 Guilty Spark, el monitor de esa instalación quien lo reconoce como Recuperador, y como tal debe activar el anillo, y Guilty Spark debe llevarlo primero por el Índice de activacion del Halo en la Biblioteca y luego a la Sala de Control (todos los anillos tienen estas construcciones). Aunque la Biblioteca estaba infestada de Flood, el Jefe Maestro logra obtener el índice e iba a activar Halo, en eso, Cortana, la inteligencia artificial que lo acompaña, le dice que Halo no solo matará a los Flood sino su alimento, es decir humanos, Covenant y todo ser inteligente en un radio de 5.000 años luz (si se activan los 7 Halos al mismo tiempo, abarcaría toda la galaxia). Entonces propone sobrecalentar el reactor de la nave derribada, el Pillar of Autumn (que aparece al principio del juego, la única nave sobreviviente de la intensa lucha en el planeta Reach),  en la nave los Covenant ya la habían arribado y estrellado la nave donde los Flood entraron en ella. Los Flood intentaban reparar la nave y escapar de Halo, pero todavía tenían que encontrar su punto de aterrizaje, así que para ganar tiempo destruyeron los tres generadores de impulsos (donde el Jefe Maestro se topa con ellos al intentar destruir los generadores al igual que el Flood), necesarios para activar Halo, así el Monitor 343 Guilty Spark tendría que repararlos. Una vez hecho esto fueron a rescatar al Capitán Jacob Keyes para obtener los implantes neurales y poder activar el núcleo de fusión del Pillar of Autumn. Despues de ocurrir la mision "Dos Traiciones" Jefe Maestro se lanza hacia un crucero Covenant llamado el "Verdad y Reconciliacion" El Jefe Maestro, atraveso pasillos llenos del Parasito Flood, hasta que se encuentra un agujero causada por una explosion, el Jefe Maestro cae por ese agujero, encontrandose en una gran zona de guerra, despues de cruzar la zona de guerra, el Jefe Maestro logra regresar a la nave, pero aqui se encuentra con el Capitan Jacob Keyes infectado por el Flood. Despues de esta impactante revelacion, el Jefe Maestro arranca los implantes neuronales con la mano.
Regresando al Pillar of Autumn, sobrecalentaron sus reactores de fusión y escaparon de la nave en un Longsword. Halo fue destruido y parece ser, que el Flood tambien.

### Halo 2
Una vez más, el Flood son liberados de la Planta de Gas en Threshold, por los Herejes. Sin embargo, el Inquisidor los detiene al hacer que toda la estación caiga a pique hacia el interior del planeta Threshold. Reaparecen en la Instalación 05 o Delta Halo, donde vuelven a pelear contra humanos y Covenant. Cuando el Jefe Maestro mata al Profeta del Pesar, uno de los jefes del Covenant, la flota Covenant abre fuego en la instalación, donde el Jefe Maestro es salvado por el Gravemind. Este les hace saber la realidad sobre el Gran Viaje (Que es una creencia que tiene el Covenant, considerando a los Forerunners como dioses, que lograron trascender al mas alla activando el Anillo Halo) que pregonaba el Covenant. Finalmente, el Inquisidor comprende la verdad. El profeta del Pesar, que había sido infectado pero aún consciente, no lo acepta. Descubren también que 2401 Penitent Tangent, el monitor de la Instalación 05, había sido tomado por Gravemind.
Gravemind manda al Jefe Maestro a Gran Caridad y al Inquisidor a Delta Halo para evitar que el anillo fuera activado. Aunque Gravemind hizo creer que sus intenciones eran "buenas" siempre eran para salvar a los Flood únicamente.
Satisfactoriamente, los Flood llegan a capturar una fragata humana llamada "In Amber Clad" y con ella llegan a la ciudad Covenant que también orbitaba la zona espacial, Gran Caridad, capital del Covenant. Los intentos Covenant de detenerlos fueron inútiles. El Profeta de la Piedad es asesinado por el Inquisidor, aunque no es convertido. El Profeta de la verdad, el último profeta restante, huye en la nave Forerunner Dreadnaught junto con la flota Covenant sobreviviente con rumbo hacia la Tierra, seguidos por el Jefe Maestro.

### Halo 3
Un crucero llega a la Tierra, infestado de Flood, y se estrella en la ciudad de Voi. Los humanos pretendían destruirla. Al mismo tiempo, llega la Flota Sangheili y ofrece su ayuda a los humanos. Una vez que el crucero Flood es sobrecalentado, los cruceros de la Flota Sangheili arrasan la zona del impacto, evitando que los Flood se propaguen.
Una vez en el Arca, Suma Caridad llega a ella, ahí los Flood logran esparcirse, pero cuando Gravemind se da cuenta de que verdad quiere activar el Arca, finge unirse con el Inquisidor y el Jefe Maestro para detener a verdad. Y una vez que verdad muere, Gravemind revela sus verdaderas intenciones e intenta matar al Inquisidor y al Jefe Maestro, aunque logran escapar y entran en Suma Caridad donde hacen explotar los reactores de la ciudad. Aunque Gravemind logra llegar al nuevo Halo que se está construyendo, e intenta evitar que lo activen, pues su activación no sería tan potente como para matar a todo en la galaxia pero si lo suficiente como para evitar que los Flood salgan del Arca para siempre. Finalmente Gravemind y todos los Flood mueren o eso se hizo creer.

### Halo: Reach
Halo: Reach
Se hace referencia en una charla de radio de el mapa multijugador Boardwalk.
Hablando entre ellos uno menciona la posibilidad de estar preparado para un ataque zombi, a lo que su compañero responde que deberían concentrarse en llegar al Pillar of Autumn en vez de pensar en semejantes tonterías. Algo irónico, ya que a la llegada de la instalación 04 se encontrarían con el Flood siendo una especie de zombis.

### Halo 4
Los Flood no aparecen en la campaña de Halo 4, debido a su anterior supuesta muerte, pero aparecen en el modo multijugador de Halo 4 "Flood" modo de infección de alcance (alcance tampoco incluye a los flood), donde los jugadores infectados juegan como una forma de Flood con una espada que se conoce como una garra.

### Halo Wars 2
Los Flood reaparecen en Halo Wars 2 en la expansión Awakening the Nightmare ubicado en la Instalación 00 (el Arca) cuando Pavium y Voridus son mandados por Atriox, Voridus se muestra confiado en entrar a las ruinas de Gran Caridad, al llegar a los restos de la ciudad y romper el escudo que la contenía se liberan los flood por lo que Pavium tiene como objetivo contener a los flood.

## Formas Flood
Las formas flood son variadas, desde mutantes tanto humanos como alienígenas hasta formas puras que ellos pueden adquirir. Las formas flood son las siguientes:

### Esporas de flood
Son partículas que abundan en el aire cuando los Floods están cerca, son las más básicas de las formas Flood, ya que son cruciales en la formación de las colmenas. Las esporas son también capaces de infectar un organismo, con más probabilidades de éxito a mayor cantidad de estas. Las esporas se utilizan también como métodos de asfixia a futuros anfitriones y limpiar la zona de hostiles no infectados. Estos solo se pueden ver en Halo 2 y Halo 3, en la escena final de Halo 2 después de los créditos se enfoca una de ellas.

### Forma de Infección
Una forma de infección es un pequeño ser lleno de gas y fluidos, con tentáculos y apéndices afilados que abrirán el torso de la víctima. Una vez consigue introducirse, se acopla a la espina dorsal o la cara controlando el cuerpo, también controla diversos órganos que cambiaran de función, el código genético del huésped será cambiado, en otras palabras lo consume por completo. Una simple forma de infección puede convertir cualquier ser sin escudos, pero se necesitan muchos de éstos para convertir completamente a un Brute o a un Elite y en cualquiera de los dos casos toma un tiempo, no es inmediato. (En Halo 3, el Flood tiene la habilidad de infectar formas de vida en tiempo real).

### Forma Portadora
Físicamente son redondas y grandes, tienen dos tentáculos en la parte delantera pero son muy pequeños siendo inútiles en el combate y tienen pies muy pequeños provocando que sean lentos. Las formas portadoras cargan varias formas de infección, cuando son amenazados o dañados revientan provocando daños similar a una granada en determinada distancia y te puede dejar sin escudos fácilmente, dejándote a merced de las formas de infección que salen de la explosión, cuando está cerca de un objetivo y así propagando la infección.

### Forma de Combate
Las formas de combate se forman cuando un ser con el calcio necesario puede mutar en una forma parásita controlada por las formas de infección. Cuando este ser esta a la merced de las formas de infección penetran su cuerpo y mutan hasta convertirse en un ser de tejido muerto con tentáculos, también las formas de infección pueden reanimarlos si estos están muertos, sin embargo si los mutantes son destruidos y solo quedan partes del cuerpo ya no son reanimados. En Halo 3 los flood ya tienen la capacidad de infectar a los enemigos en tiempo real. Algunas de estas formas de combate son:
- Forma de combate Grunt: Esta forma de combate que antes fue un Grunt es una forma pequeña y débil que es capaz de disparar con cualquier arma que tenga a la mano. Son iguales a los Grunts en su forma de luchar. Además todavía mantienen su capacidad de lanzar granadas.
- Forma de combate Jackal: Esta forma que en un principio fue un Jackal es una forma delgada y lista que aún mantiene su capacidad de francotirador. Aún mantienen sus escudos y suelen llevar armas de largo alcance.
- Forma de combate Elite: Esta forma de combate que antes fue un Elite es un enemigo formidable y es capaz de mortíferos ataques físicos utilizando sus tentáculos, es muy rápido y fuerte además de poder saltar a grandes distancias y alturas. Algunas formas de combate todavía puede utilizar camuflaje activo de su armadura y escudos de energía.
- Forma de combate Brute: Esta forma de combate que antes fue un Brute se comportan de manera más agresiva en el combate a un oponente. Cabe mencionar que en Halo 3 los Brutes ya forman parte de las filas de los Flood.
- Forma de combate Humano:  La forma de combate que antes fue un Humano (marine) es significativamente menor que otras formas debido a su tamaño original es más pequeño, parece estar más alerta y es más rápido a cuerpo a cuerpo a un oponente.
- Forma de combate Spartan: Esta forma que antes fue un Spartan está fortificada con la armadura MJOLNIR y tiene una gran agilidad y velocidad, en Halo 2 anniversary la armadura es un MARK VI con la cabeza mutada y una espada de energía contaminada. A diferencia de otras formas de combate, ésta no tiene tentáculos, sino más bien una enorme garra retráctil. Algunas de éstas formas aún tienen la capacidad de llevar escudos de energía y usar equipamientos.

Todos ellos pueden manejar armas (ellos solo pueden manejar vehículos en Halo 2 y Halo Wars 2) ya que los Flood adquieren toda su sabiduría incluso pueden llegar a ser mejores usuarios, sin embargo las formas de combate no se puede declarar un Flood 100% parásito ya que son solo mutantes, estas formas de combate pueden ser reanimada por una forma de infección Flood menos las forma pura

### Forma Pura
Son seres con cantidades mayores de masa, que en su forma pura se arrastran y tienen dos pies, brincan muy alto, se pueden parar en la pared y son masa pura del Flood. Hay 5 formas puras que son las siguientes:
- Forma Stalker: Es la más débil, en esta fase son confundidos con los Drones por su forma insectoide pero no lo son, ya que ellos vuelan y esta forma pura solo se arrastra y trepa las paredes. Esta forma tiene 2 fases de cambio, puede mutar en una forma de tanque o una forma de largo alcance.
- Forma de tanque: Físicamente es muy parecido a un Hunter pero no es un Hunter ya que ellos son miles de organismos como gusanos y por ello no pueden ser convertidos. La forma de tanque es muy resistente a daño y por su tamaño no puede manejar ni cargar armas, sino que tienen un brazo muy grande que usan para atacar.
- Forma de largo alcance: Esta forma es más rápida y son muy poderosos en el campo de batalla y por lo tanto son muy difíciles de matar, además lanzan proyectiles similares al Spiker Brute. Estás al recibir una cantidad de daño o atención, adoptarán una especie de posición fetal, presuntamente protegiéndose o a un punto débil.
- Forma Juggernaut (Borrada): Llamado así por su tamaño y su poder, la forma Juggernaut es muy grande casi dos veces tan alto como un Spartan y de la Elite. Esta forma no aparece oficialmente en Halo 2 pero el modelo se encuentra en el disco, además nunca se ha programado una animación de muerte para el Juggernaut, cuando muere sólo se congela en su lugar.
- Forma Abominación: Esta forma flood se parece a un Juggernaut solo que no tiene picos en los tentáculos. Su torso principal parece estar cubierto de grandes protuberancias brillantes mientras que el resto de su cuerpo es un color uniforme, tiene dos brazos, uno terminando en un solo tentáculo largo, mientras que el otro tiene varios tentáculos más delgados, los cuales se usan como látigos contra sus enemigos, su inteligencia es una mente de coordinación aunque es inferior a la de un Proto-Gravemind pero puede dirigir formas de inferiores desde infección hasta algunas formas de combate.

Todas estas formas son débiles a la espada energética, el martillo gravitatorio, explosiones, fuego, golpes y a ser atropellados. Además tampoco pueden ser revividos por formas de infección.

### Forma de Profeta
La forma de Profeta es la más rara entre los Flood, dado que los Profetas son los individuos más protegidos de todo el Covenant. Los tres Profetas que se han transformado en esta forma son:
- Ministro de Etiología: Durante la batalla de instalación 04 los floods habían adquirido los códigos de acceso a la nave Infinite Succor, a medida que los floods continuaron extendiéndose por toda la nave llegaron al puente y comenzó la fortificación de la misma pero fue inútil y el ministro fue absorbido por ellos y después transformado.
- Profeta del Pesar: En la batalla de instalación 05 el Jefe Maestro lo había asesinado, pero la flota del Covenant abrió fuego en el templo donde se encontraban y el Spartan cae en las profundidades del océano que rodeaba el templo, cuando vuelve en si ve al profeta convertido en esa forma por Gravemind.
- Profeta de la Verdad: Ya activando el Arca es infectado, pero solo muta unos cuantos tentáculos sin embargo el Inquisidor lo mata atravesándolo con su espada de energía.

Todos ellos funcionaron como portavoz de Gravemind y solo los profetas Verdad y Pesar conservaron su personalidad. Además el Profeta de la Piedad hubiera sido transformado ya que un flood lo atacó pero este no se transformó en forma profeta.

### Gravemind
La mayor forma de los Flood se crea cuando se hace una masa enorme de carne. Gravemind contiene toda la sabiduría que los Flood absorben. Un Gravemind es la mente y la voz de todos los Flood, él coordina los ataques, habla y piensa por todos los Flood. Incluso Gravemind puede usar cualquier Flood para hablar. Sin un Gravemind, los Flood son muy inestables y no se propagan con la rapidez que lo hacen con un Gravemind. Es un ser de una sabiduría más allá de lo posible, y usará cualquier método para lograr y asegurar la salvación de su especie...
- Proto-Gravemind: Los Proto-Graveminds son una coagulación de las otras múltiples formas Flood todos combinados entre sí, a diferencia de otras formas es aparentemente inmóvil y pasiva en el combate. El Proto-Gravemind más notable es en Halo: Combat Evolved (en Halo Combat Evolved Aniversary se aprecia mejor) en el nivel Keyes cuando el Jefe Maestro encuentra al capitán convertido en Flood este a su vez está unido a una masa de cuerpos siendo por lo tanto parte de esta criatura, otra aparición de estos es en Halo Wars y en Halo Wars 2 en la expansión Awakening the Nightmare este es colosal tanto que se pueden considerar un Gravemind puro sin embargo carece aun de conciencia suficiente.